# Stazione di Casaletto Vaprio
La stazione di Casaletto Vaprio è una stazione ferroviaria posta lungo la linea Treviglio-Cremona, a servizio dell'omonimo comune.
La gestione degli impianti è affidata a Rete Ferroviaria Italiana (RFI) controllata del Gruppo Ferrovie dello Stato.

## Storia
La stazione fu attivata nel 1863, all'apertura della linea Treviglio-Cremona.

## Struttura ed impianti

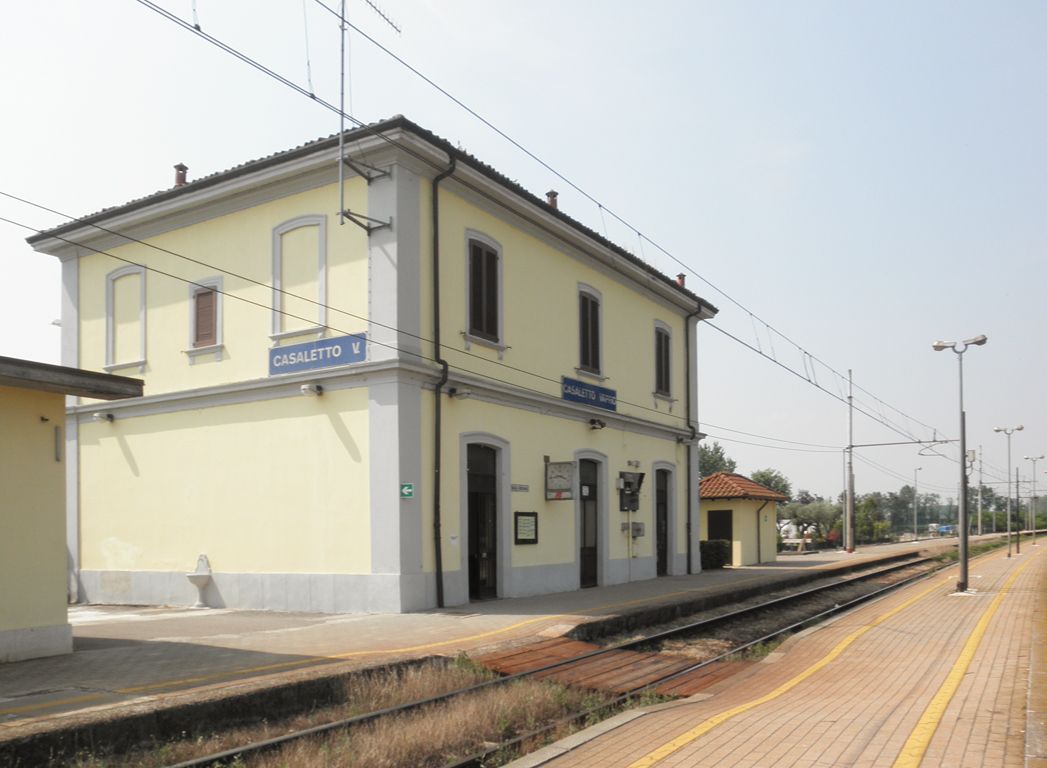
Il piazzale binari

Il fabbricato viaggiatori, di proprietà di Rete Ferroviaria Italiana, si compone di due livelli ma soltanto il piano terra è aperto al pubblico, essendoci al primo piano un'abitazione. L'edificio è in muratura ed è oggi tinteggiato di giallo. La struttura si compone di tre aperture a centina per ciascun piano corredate da un cornicione in pietra grigia. A demarcare i due piani è visibile una cornice marcapiano anch'essa in pietra grigia. L'edificio ha subito una recente ristrutturazione.
Sono presenti due altri edifici ad un solo piano: uno ospita la cabina elettrica della stazione, un altro ospitava i servizi igienici.
La pianta dei fabbricati è rettangolare.
La stazione disponeva di uno scalo merci smantellato nel 2011.
Il piazzale è composto da due binari: il primo (binario 1) è il binario di corsa, il secondo (binario 2) è su tracciato deviato e viene usato per le eventuali precedenze fra i treni. È inoltre presente un binario tronco lato Treviglio, non abilitato al servizio viaggiatori e inutilizzato.
Entrambi i binari sono dotati di banchina e collegati fra loro da una passerella in origine in legno, rinnovata negli ultimi anni.

## Servizi
La stazione offre i seguenti servizi:
- Sala di attesa

## Movimento
Il servizio passeggeri è svolto da Trenord per conto della Regione Lombardia.
La stazione è servita dai treni regionali in servizio sulla tratta Treviglio-Cremona, con frequenza oraria; nelle ore di punta, alcune coppie sono prolungate a Milano.